# Râul Răuțel
Râul Răuțel este un curs de apă, afluent al râului Răut. Râul Răuțel a fost supus amenajărilor hidrotehnice. Astfel, 36,4% din lungimea totală a cursului este transformată în lacuri de acumulare. Pentru evitarea inundațiilor și reglarea cursului, lunca Răuțelului a fost îndiguit pe cca. 8,6% - malul drept și 15% - malul stâng.
Ihtiofauna Răuțelului (în preajma orașului Bălți) este săracă, fiind reprezentată de următoarele specii: porcușor, moacă de brădiș, caras argintiu. În bazinul Răuțelului sunt numeroase izvoare ascendente și fântâni arteziene. Apa râului conține o cantitate sporită de săruri. Râul Răuțel se revarsă în Răut, în preajma Bălțiului.
Între anii 1968 și 1983 pe cursul râului a activat un post hidrologic în satul Răuțel.

## Afluenți
Urucui, Teioasa, Țăpeni.